# Коэн, Линн
Линн Коэн (англ. Lynn Cohen; 10 августа 1933, Канзас-Сити, Миссури — 14 февраля 2020, Нью-Йорк, Нью-Йорк) — американская актриса.

## Биография
Линн Коэн родилась в Канзас-Сити в Миссури в еврейской семье. Актёрскую карьеру она начала в 1970-е годы на театральной сцене, участвуя в бродвейских постановках. Первую заметную роль в кино Коэн исполнила в комедии 1993 года «Загадочное убийство в Манхэттене». Актриса стала наиболее известна благодаря роли украинки Магды, домработницы Миранды, в телесериале «Секс в большом городе». Она повторила свою роль в одноименном фильме 2008 года, а также в его продолжении 2010 года. Кэон также сыграла судью Элизабет Митценер в сериале «Закон и порядок» и исполнила роль Голды Меир в фильме «Мюнхен» в 2005 году. Немалую известность Линн приобрела, сыграв во второй части трилогии Сьюзен Коллинз «Голодные игры: И вспыхнет пламя» в 2013 году.
Линн Коэн умерла 14 февраля 2020 года в Нью-Йорке в возрасте 86 лет.

## Избранная фильмография
| Год  |   | Русское название                 | Оригинальное название            | Роль                |
| ---- | - | -------------------------------- | -------------------------------- | ------------------- |
| 1983 | ф | Без следа                        | Without a Trace                  | женщина с собакой   |
| 1993 | ф | Загадочное убийство в Манхэттене | Manhattan Murder Mystery         | Лиллиан Хаус        |
| 1994 | ф | Ваня на 42-й улице               | Vanya On 42nd Street             | матушка             |
| 1999 | ф | Колыбель будет качаться          | Cradle Will Rock                 | Сильвано            |
| 2001 | ф | Шоу Джимми                       | The Jimmy Show                   | Рут                 |
| 2005 | ф | Мюнхен                           | Munich                           | Голда Меир          |
| 2006 | ф | Самый жаркий штат                | The Hottest State                | мама Харриса        |
| 2006 | ф | Чокнутый                         | Delirious                        | Маффи Моррисон      |
| 2007 | ф | Через Вселенную                  | Across the Universe              | бабушка Карриган    |
| 2008 | ф | Список контактов                 | Deception                        | женщина             |
| 2008 | ф | Секс в большом городе            | Sex and the City                 | Магда               |
| 2008 | ф | Нью-Йорк, Нью-Йорк               | Synecdoche, New York             | мать Кейдена Котара |
| 2008 | ф | На крючке                        | Eagle Eye                        | миссис Виржбовски   |
| 2009 | ф | Стейтен-Айленд                   | Staten Island                    | доктор Лейкович     |
| 2010 | ф | Секс в большом городе 2          | Sex and the City 2               | Магда               |
| 2010 | ф | Экстрамен                        | Оригинальное название неизвестно | Лоис Хубер          |
| 2013 | ф | Голодные игры: И вспыхнет пламя  | The Hunger Games: Catching Fire  | Мэгз                |
| 2014 | ф | Сапожник                         | The Cobbler                      | Сара Симкин         |
| 2020 | с | Бог меня зафрендил               | God Friended Me                  | Роуз                |